# Верхозіно
Верхо́зіно (рос. Верхозино) — село у складі Шадрінського району Курганської області, Росія. Адміністративний центр Верхозінської сільської ради.
Населення — 532 особи (2010, 759 у 2002).
Національний склад станом на 2002 рік: росіяни — 93 %.